# Hadronomas
L'adronoma (Hadronomas puckridgei) è un mammifero marsupiale estinto simile a un canguro, vissuto nel Miocene (circa 8 milioni di anni fa). I suoi resti sono stati rinvenuti in Australia.